# Francisco González Bree
Francisco González Bree (Bilbao, 3 de julio de 1968), también conocido como Paco Bree, es un ejecutivo empresarial, profesor, escritor, investigador, artista y profesional en el ámbito de la creatividad y la innovación. Además de su aportación académica, es asesor empresarial y colaborador habitual en diferentes medios como El español sobre temas relacionados con la innovación y la creatividad, y la importancia de estos temas en las empresas, las personas y la sociedad. 

## Biografía
Francisco González Bree es Doctor en Administración de negocios por la Escuela de Negocios de la Universidad de Kingston (2013), Máster en Administración de Negocios por la University of Edinburgh Business School (2000) y Master en innovación de negocio por la Universidad de Deusto (2010). Es profesor y director de los programas de innovación del Deusto Business School y profesor en Advantere School of Management. También ha impartido clases en diferentes centros como ESADE, Escuela Loyola Leadership, Factoría cultural y en 2016 ha sido convocado por TEDx a impartir una conferencia sobre innovación. En el ámbito de la empresa privada, es CEO de Inndux, y cofundador de Paradima.io. Ha trabajado en multinacionales y empresas tecnológicas como Anboto (nombrada mejor Start-up del mundo 2010), Sherpa.ai, Wincor Nixdorf, Computershare, RBS.

## Columnista y bloguero
González Bree es columnista habitual de los periódicos El Español, mediante su sección "Invertia D+I", y “Objetivos Bree” dentro de Enclave ODS. Anteriormente dirigió una columna en La Razón, en su blog "Innovadores". También dirigió otro blog sobre creatividad, tecnología e Innovación titulado "Convertir la novedad en valor "dentro de los blogs empresariales de Cinco días, y otro sobre temática similar en El Mundo. También es colaborador de forma puntual en diferentes medios como El País, ABC y CNN.

## Obra artística
Su obra artística está caracterizada por sus collages futuristas. “Usa técnicas del collage fotográfico digital para crear mundos, entre pop, oníricos y apocalípticos, poblados por personajes de la ciencia ficción”. Para ilustrar sus artículos sobre creatividad, González Bree comenzó a hacer collages digitales. Su producción fue reconocida por la crítica, por lo que ha sido invitado a participar en diferentes exposiciones. En sus obras recrea “una serie de mundos insólitos en los que escenifica fantasías futuristas llenas de imaginación”. También ha dirigido unas jornadas sobre arte y tecnologías exponenciales en el marco de JustMAD. Fue el primer artista español en proyectar una obra de arte digital en el edificio más alto del mundo.

### Escritor
Es escritor de libros relacionados con temas como economía y negocios, y creador de la saga de ciencia ficción y cyberpunk Koji Neon.

### Publicaciones
- "An Examination of Drivers of Attitudes and Intention to Use ATMs for Cash Deposits" (2012) DBA Thesis.[20]
- GuíaBurros: Economía de acceso (2018), Editorial EDITATUM.[21]
- 100 Conceptos de Innovación Empresarial (2018), Editorial Penguin Random House Grupo Editorial España.[22]
- Creatividad e innovación exponencial (2020), Editorial Penguin Random House Grupo Editorial España.[23]
- Koji Neon. Episodio 1: NeoLud (2020), Editorial Penguin Random House Grupo Editorial España.[24]
- Koji Neon. Episodio 2: Ecdisis (2021), Editorial Penguin Random House Grupo Editorial España.[25]
- Koji Neon. Episodio 3: Apofis (2021), Editorial Caligrama, Lantia Publishing.[25]